# Ivica Vrdoljak
Ivica Vrdoljak (Novi Sad, Serbia, 19 de septiembre de 1983) es un exfutbolista croata. Jugaba de defensa y su último equipo fue el Wisła Płock de la Ekstraklasa de Polonia. 

## Selección nacional
Ha sido internacional con la Selección de fútbol de Croacia Sub-21.

## Clubes
| Club           | País    | Año       |
| -------------- | ------- | --------- |
| NK Zagreb      | Croacia | 2004-2007 |
| Dinamo Zagreb  | Croacia | 2007-2010 |
| Legia Varsovia | Polonia | 2010-2016 |
| Wisła Płock    | Polonia | 2016-2017 |